# Nela
Nela es una localidad del municipio burgalés de Merindad de Sotoscueva, en la Comunidad Autónoma de Castilla y León (España). 
La iglesia está dedicada a santa María Magdalena.

## Localidades limítrofes
Confina con las siguientes localidades:
- Al norte con Sobrepeña.
- Al este con Salazar.
- Al sureste con Escaño.
- Al suroeste con Brizuela.
- Al oeste con Puentedey.
- Al noroeste con Quintanilla-Valdebodres.

## Demografía
Evolución de la población
| Gráfica de evolución demográfica de Nela entre 2000 y 2017         |
|                                                                    |
| Población de derecho (2000-2017) según el padrón municipal del INE |

## Historia
Así se describe a Nela en el tomo XII del Diccionario geográfico-estadístico-histórico de España y sus posesiones de Ultramar, obra impulsada por Pascual Madoz a mediados del siglo XIX:

Lugar en la provincia, diócesis, audiencia territorial y capitanía general de Burgos (15 leguas), partido judicial de Villarcayo (1 ½) y ayuntamiento de la merindad de Sotoscueva (1); Situado en terreno pedregoso y a tiro de piedra del río Nela que cruza por la parte meridional en dirección de O a E; el clima es frío pero sano y no se padecen por lo regular otras enfermedades que los constipados. Tiene 11 casas, 1 iglesia parroquial (Santa María Magdalena), y un cementerio cerca de la misma, cuyo culto está servido por un cura párroco y un sacristán, siendo el curato de provisión del ordinario. Confina el término N Sobrepeña; E Escaño; S Brezula, y O Quintanilla Baldebodres. El terreno es secano y de mediana calidad, cruzando por él, como queda dicho arriba, el citado río Nela; hay muchas canteras de piedra aunque sin uso, y algunos montes a los lados N y O bastante deteriorados, cuyo arbolado consiste en encinas. Caminos: los que conducen a los pueblos limítrofes; la correspondencia se recibe de Villarcayo por los mismos interesados. Producciones: trigo, centeno, cebada, patatas, yeros y pocas legumbres; ganado lanar y cabrío, y pesca de truchas, barbos, anguilas y otros peces pequeños; Industria: la agrícola. Población: 7 vecinos, 26 almas. Capital productivo: 63.000 reales. Imponible: 6.009.
Diccionario geográfico-estadístico-histórico de España y sus posesiones de Ultramar